# Romeleåsen

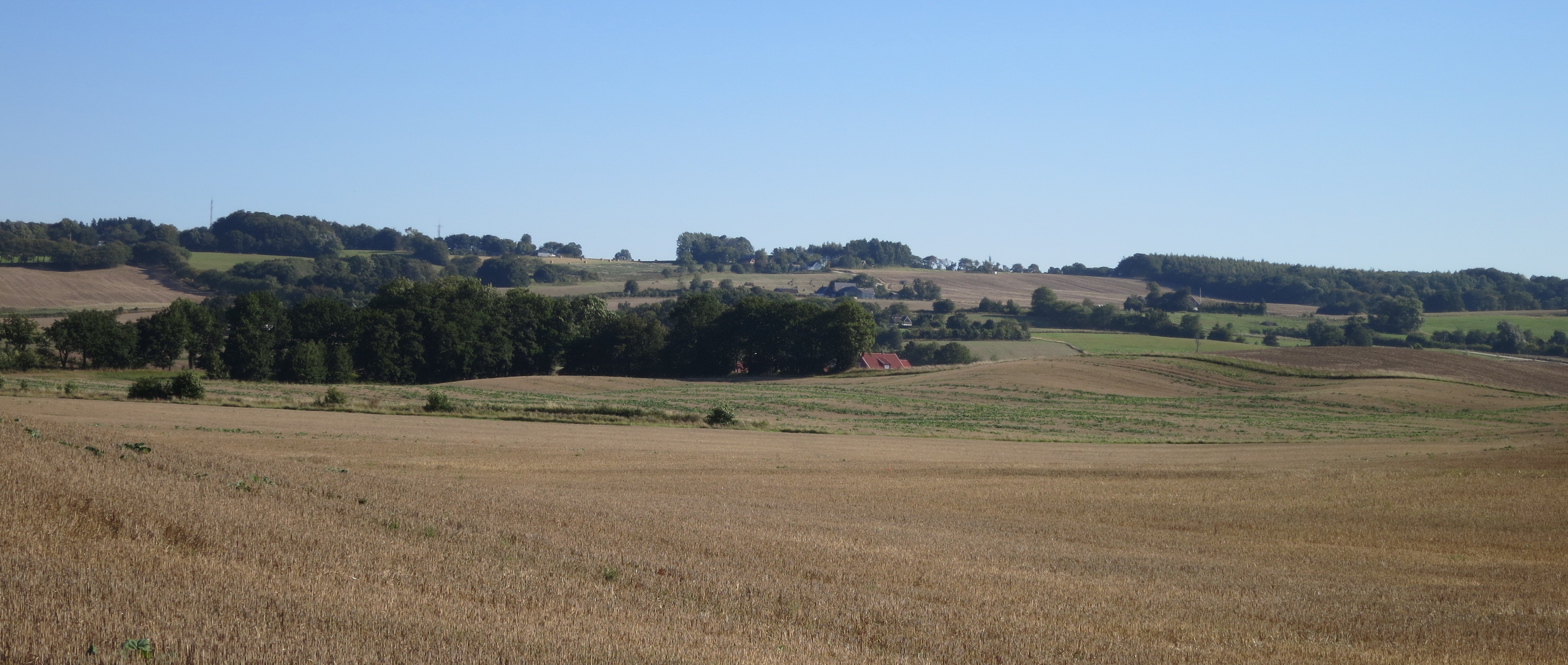
Romeleåsens sydsluttning.

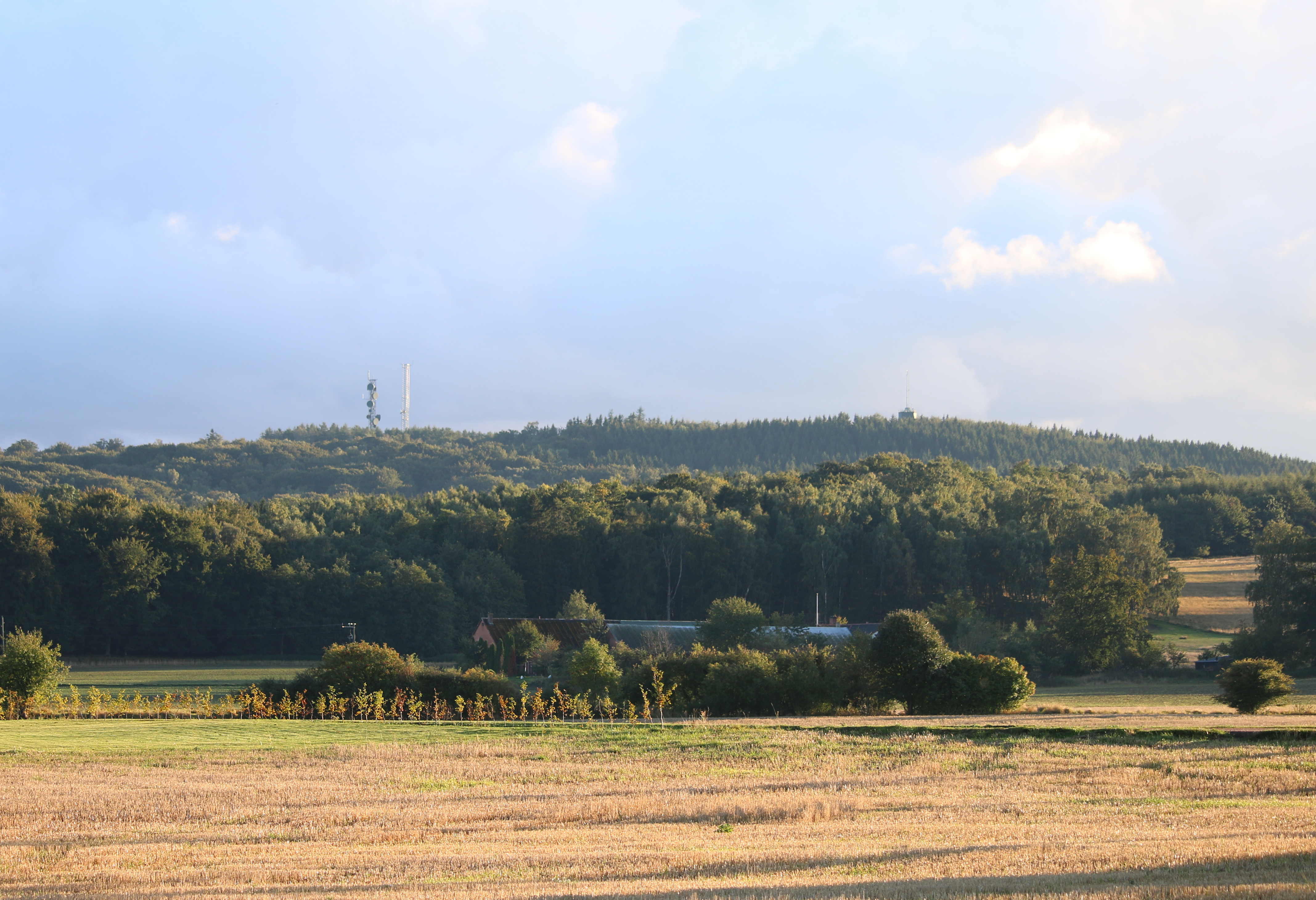
Romeleklint är en av Romeleåsens högsta punkter.

Romeleåsen är Sveriges sydligaste horst, som strängt taget sträcker sig cirka 30 kilometer från Billebjer strax öster om Lund i sydostlig riktning till cirka 15 kilometer nordväst om Ystad. Horstens bredd är ingenstans större än 5 kilometer. Den högsta punkten är vid Kläggeröd, 186 meter över havet. 
Romeleklint, 175 meter över havet, är åsens mest framträdande höjd. En lättåtkomlig höjd med vid utsikt mot väster och söder är Stenberget utefter väg 102, nära Kläggeröd. I närheten finns dagbrott med brytning av sten och morän.
Lund och Dalby ligger på Romeleåsens sydväst-sluttning. Vanligen räknar man in också Romeleåsens sluttningar. Romeleåsen i vidare bemärkelse kan sägas sträcka sig i princip ända från Östersjön vid Svarte till Kävlingeån vid Örtofta i nordväst. 
Romeleåsen löper utmed den bortre randen av Tornquistzonen, den förkastningszon som utgör sydgräns för den skandinaviska urbergsskölden och som löper diagonalt över Skåne från Kullen i nordväst till Stenshuvud i sydost. Horsten består i motsats till omgivande bergarter av gnejs och gnejsgranit från urbergsskölden, och kan därmed sägas utgöra dess sydligaste parti, om än isolerat från denna av Tornquistzonen som intill Romeleåsen markeras av Vombslättens lerskiffer.
Urberget går ställvis i dagen, men i huvudsak är de mer höglänta partierna av Romeleåsen ljungmarker, enefälader, löv- och barrskog.